# Parco nazionale del Maiko
Il parco nazionale del Maiko (in francese Parc national de la Maiko) si trova nella parte orientale della Repubblica Democratica del Congo nelle province di Tshopo, Maniema e Kivu Nord tra il lago Kivu e la città di Kisangani a un'altitudine compresa tra 600 e 1300 m sul livello del mare. Con una superficie di 10830 chilometri quadrati, sorge lontano dalle aree popolate ed è quasi interamente ricoperto da una fitta foresta pluviale afromontana. Con oltre 2000 mm di precipitazioni annue e un'umidità relativa di circa il 90%, il parco nazionale del Maiko è uno dei parchi più piovosi dell'Africa. La regione in cui si trova è protetta dal 1938, ma il parco nazionale è stato istituito solo nel 1970. Tra esso e il parco nazionale Kahuzi-Biéga si trovano due aree protette più piccole dalla superficie totale di 2300 chilometri quadrati; attualmente è in programma l'istituzione di altre sei aree protette nella zona.

## Fauna
Qui vivono il gorilla di pianura orientale (in pericolo critico, circa 860 individui nel parco), l'okapi (in pericolo; popolazione nel parco stimata in 2500 esemplari), il pavone del Congo e la civetta acquatica del Congo, endemici della Repubblica Democratica del Congo, così come il gorilla di montagna (in pericolo), lo scimpanzé orientale (in pericolo) e altre specie di primati, il potamocero dai ciuffetti, l'ilochero gigante e il potamocero, lo iemosco acquatico, il bufalo rosso, il leopardo, il coccodrillo del Nilo, il gufo baio del Congo, il sitatunga, il bongo, il neotrago di Bates, oltre a sei specie di cefalofo, vale a dire il cefalofo azzurro, il cefalofo di Weyns, il cefalofo dalla fronte nera, il cefalofo dorsale, il cefalofo dal ventre bianco e il cefalofo dei boschi. Il parco nazionale del Maiko offre un habitat ideale per l'elefante africano delle foreste, grazie alla ricchezza di acqua e vegetazione – ama in particolar modo, come i bufali, i semi degli alberi di Gilbertiodendron – e alla sua inaccessibilità. Uno studio del 2005 ha riscontrato la presenza di 35 specie di mammiferi nella parte meridionale del parco.

## Protezione
L'economia di sussistenza dei sei milioni di abitanti dell'area di Maiko-Tayna-Kahuzi-Biega, al centro della provincia del Kivu Nord, si basa sulla coltivazione itinerante, sulla caccia per il bushmeat e sull'allevamento di bovini, pecore e capre. Lo stesso parco nazionale del Maiko è minacciato dagli scontri armati, dall'estrazione mineraria e dal bracconaggio. Nel luglio 2007, una famiglia di sette gorilla è stata uccisa e abbandonata sul posto da bracconieri rimasti ignoti.
I ribelli Simba si erano già insediati nell'area del parco nazionale nel 1964, ma nel corso del tempo si sono verificate ripetute controversie, tanto che nel 2010 è iniziata la pianificazione del trasferimento di questa comunità.